# Реконкаву
Реконкаву (порт. Recôncavo) — нафтогазоносний басейн у Бразилії, площею 50 тис. км². 
Запаси нафти 200 млн т, газу — 40 млрд м³. Видобуток 3.8 млн т нафти і 1.3 млрд м³ газу.
Нафту видобувають на 6 основних родовищах, на які припадає 96 % усього видобутку.